# 陳伯獻
陳伯獻（1464年—？），字惇賢，福建興化府莆田縣人，民籍，明朝政治人物。

## 生平
弘治二年（1489年）己酉科福建鄉試第二名舉人。弘治十二年（1499年）中式己未科會試第八十八名，二甲第六十七名進士。授南京吏科給事中，正德三年（1508年）四月因守制违限，被革职为民。正德六年二月起为广东布政司左参议，升广西副使，十年閏四月提调学校，十三年十月被论罢归。

## 家族
曾祖陳永存；祖陳德潤；父陳文珍。母林氏，继母趙氏。具庆下，兄伯重；弟伯谐、伯威。